# Klaus Bodinger
Klaus Bodinger (* 14. Mai 1932 in Breslau; † 6. April 1994 in Straßburg, Frankreich) war ein deutscher Schwimmer. 1954 wurde er Europameister.
Bodinger wurde von Herbert Neweklowsky trainiert, der vor dem Zweiten Weltkrieg Wasserball bei Spandau gespielt hatte. 1952 gewann Bodinger für die BSG Stahl Nord-Leipzig seinen ersten DDR-Titel im 200-Meter-Brustschwimmen. Im Jahr darauf trat er für die BSG Motor Gohlis-Nord an. Er gewann erneut den DDR-Titel über 200 Meter Brust und belegte über 100 Meter Brust und mit der 4-mal-200-Meter-Bruststaffel jeweils den zweiten Platz. Nachdem er 1954 den DDR-Rekord auf der 200-Meter-Brust-Strecke auf 2:40,0 Minuten verbessert hatte, schwamm er bei den Schwimmeuropameisterschaften 1954 in Turin 2:40,9 Minuten und gewann damit den Titel. 
Bereits während der Europameisterschaften hatten Neweklowsky und Bodinger Kontakt zu westdeutschen Funktionären aufgenommen, Anfang 1955 verließen die beiden die DDR und schlossen sich dem Karlsruher Schwimmverein Neptun 1899 an. Bei den Deutschen Meisterschaften 1955 gewann Bodinger über 200 Meter Brust seinen ersten Titel im Westen. 1957 und 1958 folgten zwei weitere Titel. Außerdem gewann Bodinger einen Kurzbahntitel und zwei Staffeltitel für die Karlsruher. Bei den Schwimmeuropameisterschaften 1958 in Budapest gewann er in 2:41,4 Minuten die Bronzemedaille hinter Leonid Kolesnikow aus der Sowjetunion und dem Italiener Roberto Lazzari.
Ende der 1950er Jahre beendete Bodinger seine sportliche Karriere und suchte sich eine Stelle als Büroangestellter. Am Ostermontag 1994 starb Bodinger in einem Hotelzimmer in Straßburg.